# Camille Paglia
Camille Anna Paglia (/ pɑːliə /; født 2. april 1947) er en amerikansk akademiker og social kritiker. 
Paglia har været professor ved University of the Arts i Philadelphia, Pennsylvania, siden 1984. Paglia er kritisk for mange aspekter af den postmoderne kultur, og er forfatter til Sexual Personae: Art and Decadence from Nefertiti to Emily Dickinson (1990). Hun er en kritiker af amerikansk feminisme og poststrukturalisme, samt en kommentator på flere aspekter af amerikansk kultur såsom dens billedkunst, musik og filmhistorie. 